# Ferdinand Brunetière
Pour les articles homonymes, voir Brunetière.
Ne doit pas être confondu avec Ferdinand Brunot.
Ferdinand Vincent-de-Paul Marie Brunetière, né le 19 juillet 1849 à Toulon et mort le 9 décembre 1906 à Paris, est un historien de la littérature et critique littéraire français.

## Biographie
Fils de Charles Marie Ferdinand Emmanuel Brunetière (1806-1884), inspecteur général de la Marine, commandeur de la Légion d'honneur, et Suzanne Delphine Hemon, Brunetière s’éloigne rapidement de la Provence pour passer son enfance à Fontenay-le-Comte. Il est un élève remarqué au lycée Thiers de Marseille. Il échoue à l’École normale supérieure en 1869 et 1870, devient répétiteur dans des institutions privées. Il collabore à partir de 1875 à la Revue des Deux Mondes, dont il devient le secrétaire de rédaction de 1877 à 1893, puis le directeur en 1893. Il devient un proche de l'écrivain Paul Bourget. Maître de conférences à l’École normale supérieure en 1886, il est nommé chevalier de la Légion d'honneur le 31 décembre 1887 et décoré le 18 mars 1888 par Alfred Mézières. Il devient ensuite professeur à la Sorbonne.
Élu membre de l’Académie française le 8 juin 1893, il succède à John Lemoinne au fauteuil 28. Il est reçu le 15 février 1894 par Paul-Gabriel d'Haussonville.
En 1897, il donne des conférences aux États-Unis. Il se convertit au catholicisme en 1900.
Brunetière était essentiellement un tenant du classicisme rationaliste du XVIIe siècle, ce qui l’amena à s’opposer parfois durement aux écoles littéraires de son époque. Il écrivit ainsi des articles contre Gustave Flaubert (notamment pour Trois Contes), contre Zola (dans Le Roman naturaliste) et protesta en 1892 contre le projet d’un monument à Charles Baudelaire. Il était également hostile au scientisme dominant, ce qui l’a rapproché un temps d’un anarchiste comme Octave Mirbeau. Brunetière défendit une théorie de l’évolution des genres littéraires inspirée des thèses de Darwin.
Antidreyfusard, mais non antisémite (il publia en 1886 dans la Revue des Deux Mondes une réfutation ferme de La France juive, de Drumont), il a accusé, en 1898, les intellectuels dreyfusards de se dévoyer en intervenant sur un terrain qui n’était pas de leur compétence. Son amie Flore Singer, dreyfusarde, tenta à plusieurs reprises de le faire changer de position.
L’Académie française lui décerne le prix Bordin en 1883 et le prix Jean-Reynaud en 1909.

## Principales publications

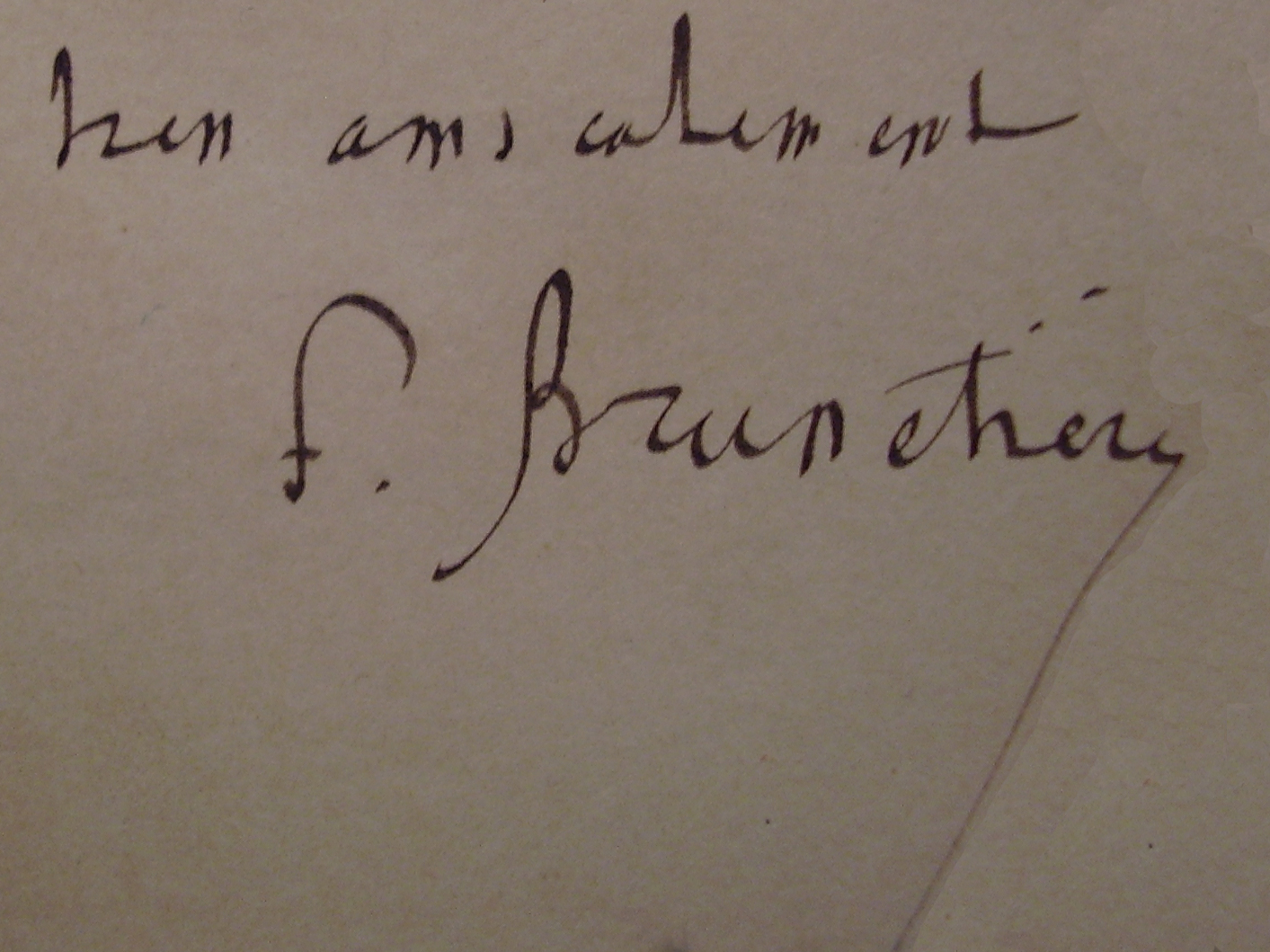
Envoi de Ferdinand Brunetière.

- Études critiques sur l’histoire de la littérature française (1849-1906), 8 volumes, 1880-1907 :
  - première série : La littérature française du Moyen Âge, Pascal, Molière, Racine, Voltaire, La littérature française sous le premier Empire, le naturalisme au XVIIe siècle,
  - deuxième série : Bossuet, Fénelon, Massillon, Marivaux, Diderot,
  - troisième série : Descartes, Pascal, Le Sage, Marivaux, Voltaire, Rousseau,
  - quatrième série : Alexandre Hardy, Pascal, Montesquieu, Voltaire, Rousseau, Madame de Staël,
  - cinquième série : Bossuet, Bayle, etc.,
  - sixième série : Maurice Scève, Corneille, Boileau, Bossuet, etc.,
  - septième série : Ronsard, Vaugelas, La Fontaine, Molière, Bossuet, Hugo, Balzac,
  - huitième série : Montaigne, Molière, Bourdaloue, Joseph de Maistre ;
- Le Roman naturaliste, 1883 ;
- Histoire et littérature, 3 volumes, 1884 ;
- Questions de critique, 1888 ;

(influence des femmes en littérature, Montesquieu, Schopenhauer, Théophile Gautier, Baudelaire, etc.)
- Nouvelles questions de critique, 1890 ;
- Évolution de la critique, 1890 ;
- Évolution des genres dans l’histoire de la littérature, 2 volumes, 1890 :
  - volume 1 : L'évolution de la critique depuis la renaissance jusqu'à nos jours,
  - volume 2 : Époques du théâtre français (1636-1850), 2 volumes, 1891-1892 ;

(conférences de l'Odéon, 1892)
- Histoire de la littérature française classique (1515-1830), 4 volumes, 1891-1892 ;

(tome 1 : De Marot à Montaigne, Tome 2 : Le dix-septième siècle, Tome 3 : Le dix-huitième siècle, Tome 4 : Le dix-neuvième siècle)
- Essais sur la littérature contemporaine, 1892 ;

(la critique impressionniste, Alfred de Vigny, la philosophie de Schopenhauer, Sully-Prudhomme, Alexandre Vinet, le symbolisme contemporain, critique et roman, etc.)
- Évolution de la poésie lyrique en France au dix-neuvième siècle, 2 volumes, 1892-1894 :
  - volume 1 : Objet, méthode et esprit du cours ; les origines du lyrisme contemporain ; Bernardin de Saint-Pierre, Chateaubriand et André Chénier ; la poésie de Lamartine ; l'émancipation du moi par le romantisme ; la première manière de Victor Hugo ; l'œuvre poétique de Sainte-Beuve ; Alfred de Musset ; la transformation du lyrisme par le roman ;
  - volume 2 : Alfred de Vigny ; l'œuvre de Théophile Gautier ; la seconde manière de Victor Hugo ; la renaissance du naturalisme ; M. Leconte de Lisle ; MM. de Heredia, Sully Prudhomme et François Coppée ; le Symbolisme ; conclusions.
- Nouveaux essais sur la littérature contemporaine, 1895 ;

(Bernardin de Saint Pierre, Lamennais, Victor Hugo, Octave Feuillet, Baudelaire, Leconte de Lisle, Paul Bourget, …)
- Bases de la croyance, 1896 ;
- La renaissance de l'idéalisme, 1896 ;
- La Moralité de la Doctrine Évolutive, 1896 ;
- Manuel de l’histoire de la littérature française, 1898 ;
- Discours académiques (1894-1900), 1901 ;
- Les raisons actuelles de croire, 1901 ;
- Victor Hugo, 2 volumes, 1902 ;
- Variétés littéraires, 1904 ;
- Cinq lettres sur Ernest Renan, 1904 ;
- Sur les chemins de la croyance, 1904 ;
- Honoré de Balzac, 1799-1850, Calmann-Lévy, Paris, 1906 ;
- Discours de combat, 3 volumes :
  - première série, 1900 : la renaissance de l'idéalisme (Besançon, 2 février 1896) ; l'art et la morale (Paris, 18 janvier 1898) ; l'idée de patrie (Marseille, 28 octobre 1896) ; les ennemis de l'âme française (Lille, 15 mars 1899) ; la nation et l'armée (Paris, 26 avril 1899) ; le génie latin (Avignon, 3 août 1899) ; le besoin de croire (Besançon, 19 novembre 1898) ;
  - nouvelle série, 1903 : les raisons actuelles de croire (Lille, 18 novembre 1900) ; l'idée de solidarité (Toulouse, 16 décembre 1900) ; l'action catholique (Tours, 23 février 1901) ; l'œuvre de Calvin (Genève, 17 décembre 1901) ; les motifs d'espérer (Lyon, 24 novembre 1901) ; l'œuvre critique de Taine (Fribourg, 18 janvier 1902) ; le progrès religieux (Florence, 8 avril 1902) ;
  - dernière série, 1907 : le génie breton ; la liberté d'enseignement dans la morale contemporaine ; les difficultés de croire ; l'évolution du concept de science ; la modernité de Bossuet ; la renaissance du paganisme ; l'action sociale du christianisme ; le dogme et la libre pensée ; la réunion des Églises.

Écrit posthume
- Lettres de combat, 1912.

## Écrits à son sujet
En 1897 :
- Gaston Deschamps, « La doctrine littéraire de M. Brunetière » dans la rubrique « La vie littéraire » de la revue Le Temps no 19 du 26 décembre 1897[3].
- Paul Bosq, publie un article au sujet de Brunetière, sous le pseudonyme de Paul Diénay. L'article est intitulé M. Brunetière et la conférence, article paru dans le Journal des débats Politiques et Littéraires[4].

## Hommage
Depuis 1932, l'avenue Brunetière lui rend hommage à Paris17e.

### Iconographie
- Dornac, Portrait de Vincent de Paul-Marie Ferdinand Brunetière (1849-1906), entre 1885 et 1895, photographie, Paris, musée Carnavalet (notice en ligne).